# Regős Péter
Regős Péter, névváltozatai: Regős Ripper Péter, Regős R. Péter (Budapest, 1920. április 10. – Budapest, XIII. kerület, 1996. március 10.) magyar színész, író.

## Életpályája
Regős (Ripper) Jenő (1891–1958) iparos és Krecsányi (Kaufmann) Ilona fiaként született. Az Országos Színészegyesület színiiskolájában végzett 1937-ben és Erdélyi Mihály Színházi Unió társulatához szerződött. Magántanulmányokat is folytatott Góth Sándornál. 1938-tól az OMIKE Művészakció műsoraiban szerepelt, majd a Goldmark Színpad tagja lett. A háború előtt tagja volt Horváth Árpád Új hang mozgalmának. 1949-től a Rádiószínház, a Vidám Színház és az Úttörő Színház voltak pályájának fontosabb állomásai. 1951 és 1980 között a Madách Színház művésze volt.
Írással, rendezéssel is foglalkozott, költőként díjakat is nyert (Ady-díj és Karinthy Emlékalapítvány második díj). A Magyar Irodalmi Tábor tagjai közé is beválasztották. Írt operettet is Harcol az Ámor címmel.

## Színházi szerepeiből
- Molière: Tartuffe... Orgon
- Friedrich Schiller: Ármány és szerelem... A lady komornyikja
- Georg Büchner: Danton halála... a Konvent elnöke
- Alekszandr Szergejevics Gribojedov: Az ész bajjal jár... Pjotr
- Valentyin Petrovics Katajev: Az ezred fia... Szoboljev segédtiszt
- Henrik Ibsen: Peer Gynt... Fedélzetmester
- Bertolt Brecht: Kurázsi mama... részeg katona
- Karel Čapek: A rabló... Első erdész
- Mikszáth Kálmán: A Noszty fiú esete Tóth Marival... Kopereczky báró
- Móricz Zsigmond: Rokonok... Fiatalember
- Szerb Antal: Ex... Oblongue
- Molnár Ferenc: Előjáték a Lear királyhoz... A Nemzeti Színház portása
- Molnár Ferenc: Marsall... Inas
- Molnár Ferenc: Egy, kettő, három... Maitre d'hotel
- Illés Endre: Spanyol Izabella... Doristeo kamarás
- Görgey Gábor: Noé... Rádióriporter
- Tabi László: Különleges világnap... Rendőrőrmester

## Önálló est
- Örökbecsű költészet és művészet[8]
- Gondot, bút, bajt tegyünk félre!.. [9]
- Karácsonyi tarka est (vendégként  fellépett: Góth Sándor és Baló Elemér) Plank Bella Hangverseny Színpadán[10]

## Rendezéseiből
- Sulamit (Goldmark Színház)
- Gyermek és Messiás (Goldmark Színház)
- Rómeó és Júlia (Tisztiház Színházterem)